# Southern California Open II 2024
Il Southern California Open II 2024 è stato un torneo maschile tennis professionistico. È stata la 2ª edizione del torneo, facente parte della categoria Challenger 50 nell'ambito dell'ATP Challenger Tour 2024, con un montepremi di 40 000 $. Si è giocato dal 22 al 28 gennaio 2024 sui campi in cemento dell'Indian Wells Tennis Garden di Indian Wells, negli Stati Uniti.

## Partecipanti

### Teste di serie
| Nazionalità | Giocatore            | Ranking* | Testa di serie |
| ----------- | -------------------- | -------- | -------------- |
| Stati Uniti | Zachary Svajda       | 143      | 1              |
| Italia      | Federico Gaio        | 198      | 2              |
| Argentina   | Marco Trungelliti    | 224      | 3              |
| Stati Uniti | Brandon Holt         | 244      | 4              |
| Stati Uniti | Tennys Sandgren      | 266      | 5              |
| Stati Uniti | Mitchell Krueger     | 286      | 6              |
| Stati Uniti | Aidan Mayo           | 298      | 7              |
| Stati Uniti | Thai-Son Kwiatkowski | 316      | 8              |

* Ranking all'8 gennaio 2024.

### Altri partecipanti
I seguenti giocatori hanno ricevuto una wild card per il tabellone principale:
- Ryan Seggerman
- Trevor Svajda
- Zachary Svajda

Il seguente giocatore è entrato in tabellone con il ranking protetto:
- Paul Jubb

I seguenti giocatori sono entrati in tabellone come alternate:
- Vasek Pospisil
- Learner Tien
- James Trotter

I seguenti giocatori sono passati dalle qualificazioni:
- Maxwell McKennon
- Ozan Baris
- Bruno Kuzuhara
- Matías Soto
- Andre Ilagan
- Bor Artnak

## Punti e montepremi
| Torneo    | Torneo              | V     | F     | SF    | QF    | 2T  | 1T  | Q | Q2  | Q1  |
| Singolare | Punti               | 50    | 25    | 14    | 8     | 4   | 0   | 3 | 1   | 0   |
| Singolare | Premi in denaro ($) | 5,500 | 3,260 | 1,900 | 1,120 | 660 | 395 | – | 215 | 125 |
| Doppio    | Punti               | 50    | 25    | 14    | 8     | –   | 0   | – | –   | –   |
| Doppio    | Premi in denaro ($) | 2,130 | 1,250 | 745   | 435   | –   | 245 | – | –   | –   |

## Campioni

### Singolare
Blaise Bicknell ha sconfitto in finale  Zachary Svajda con il punteggio di 6–3, 6–2.

### Doppio
Ryan Seggerman /  Patrik Trhac hanno sconfitto in finale  Thomas John Fancutt /  Ajeet Rai con il punteggio di 6–4, 3–6, [10–3].